# Classique hivernale de la LNH 2008
Match suivant
La Classique hivernale de la LNH 2008 (en anglais 2008 NHL Winter Classic) est un match de hockey sur glace qui a eu lieu le 1er janvier 2008 au Ralph Wilson Stadium au cours de la saison 2007-2008 de la Ligue nationale de hockey. Il s'agit d'une partie de hockey sur glace disputée en plein air entre les Penguins de Pittsburgh et les Sabres de Buffalo.

## La réalisation
L'idée de faire un match en plein-air n'est pas nouvelle dans le monde du hockey. Avant la LNH, la NCAA eut cette idée et le Michigan State organisa un match devant près de 90 000 personnes enthousiastes. En 1997, la LNH réussit à faire un match de pré-saison à Las Vegas entre les Rangers de New York et les Coyotes de Phoenix. Après, il y a eu la Classique Héritage disputé entre les Canadiens de Montréal et les Oilers d'Edmonton au stade du Commonwealth à Edmonton au Canada devant plus de 57 000 fans en 2003. Trois ans plus tard, l'idée d'un match à l'extérieur revient mais cette fois-ci, il aurait lieu aux États-Unis. Parmi les équipes intéressées, les franchises de Pittsburgh et de Buffalo se sont entendues pour faire le match au Ralph Wilson Stadium de Buffalo.
Le 17 septembre, l'annonce a été faite par la LNH qu'un match sera joué en extérieur le 1er janvier 2008. Cette rencontre aura lieu entre les Penguins de Pittsburgh et les Sabres de Buffalo sur le terrain des Bills, franchise de football américain de la National Football League le Ralph Wilson Stadium. Le match a été baptisé AMP NHL Winter Classic et est sponsorisé par la boisson énergisante Mountain Dew AMP. Environ 41 000 places étaient disponibles à la vente au grand public et elles ont toutes été vendues en moins de 30 minutes.

## Effectifs
| No | Joueur            | Position       |
| -- | ----------------- | -------------- |
| 4  | Rob Scuderi       | Défenseur      |
| 5  | Darryl Sydor      | Défenseur      |
| 11 | Jordan Staal      | Centre         |
| 12 | Ryan Malone       | Ailier gauche  |
| 16 | Erik Christensen  | Centre         |
| 17 | Petr Sýkora       | Ailier droit   |
| 18 | Adam Hall         | Ailier gauche  |
| 19 | Ryan Whitney      | Défenseur      |
| 20 | Colby Armstrong   | Ailier droit   |
| 27 | Georges Laraque   | Ailier droit   |
| 30 | Dany Sabourin     | Gardien de but |
| 35 | Ty Conklin        | Gardien de but |
| 37 | Jarkko Ruutu      | Ailier gauche  |
| 38 | Jeff Taffe        | Centre         |
| 44 | Brooks Orpik      | Défenseur      |
| 48 | Tyler Kennedy     | Ailier droit   |
| 55 | Sergueï Gontchar  | Défenseur      |
| 58 | Kristopher Letang | Défenseur      |
| 71 | Ievgueni Malkine  | Centre         |
| 87 | Sidney Crosby     | Centre         |

| No | Joueur             | Position       |
| -- | ------------------ | -------------- |
| 5  | Toni Lydman        | Défenseur      |
| 6  | Jaroslav Špaček    | Défenseur      |
| 9  | Derek Roy          | Centre         |
| 10 | Henrik Tallinder   | Défenseur      |
| 12 | Aleš Kotalík       | Ailier droit   |
| 19 | Tim Connolly       | Centre         |
| 20 | Daniel Paille      | Ailier gauche  |
| 22 | Adam Mair          | Ailier droit   |
| 26 | Thomas Vanek       | Ailier gauche  |
| 28 | Paul Gaustad       | Centre         |
| 29 | Jason Pominville   | Ailier droit   |
| 30 | Ryan Miller        | Gardien de but |
| 35 | Jocelyn Thibault   | Gardien de but |
| 37 | Michael Ryan       | Centre         |
| 38 | Nathan Paetsch     | Défenseur      |
| 45 | Dmitri Kalinine    | Défenseur      |
| 51 | Brian Campbell     | Défenseur      |
| 55 | Jochen Hecht       | Ailier gauche  |
| 61 | Maksim Afinoguenov | Ailier droit   |
| 76 | Andrew Peters      | Ailier gauche  |

## La rencontre
Le 1er janvier au soir, les Penguins et les Sabres se rencontrent alors dans le stade Ralph Wilson Stadium pour un match en extérieur. Devant 71 217 fans et sous une légère neige les deux équipes ne vont pas parvenir à se départager avant la fin de la prolongation. Colby Armstrong ouvre la marque à seulement 21 secondes du début du match lors de la première période de la partie. Il va inscrire le premier but de la rencontre contre le gardien Ryan Miller sur une passe de Sidney Crosby. Après quelques poteaux d'un côté comme de l'autre, les Sabres vont répondre lors du second tiers par Brian Campbell avec des aides de Tim Connolly et de Daniel Paille. Toujours à égalité après la prolongation, Ty Conklin va laisser passer le premier tir de fusillade tandis que Miller va arrêter la tentative de Pittsburgh. Finalement la tendance va s'inverser et Crosby va offrir la victoire à son équipe qui devient la première équipe de hockey professionnelle américaine à gagner un match régulier à l'extérieur.
| 1er janvier 2008 | Penguins de Pittsburgh | 2-1 (TB) (1-0, 0-1, 0-0, 0-0) | Sabres de Buffalo | Ralph Wilson Stadium 71 217 spectateurs |

| Feuille de match | Feuille de match                                                                   | Feuille de match | Feuille de match                                                                                         | Feuille de match                                                         |
| ---------------- | ---------------------------------------------------------------------------------- | ---------------- | --- | ------------------------------------------------------------------------ |
|                  | C. Armstrong (S. Crosby) — 21 s · - · TF : · E.Christensen · K. Letang · S. Crosby | 1-0 1-1 2-1      | - · B. Campbell (T. Connolly, D. Paille) — 21 min 25 s · TF : · A. Kotalík · T. Connolly · M. Afinogenov | Arbitrage : Marc Joannette, Don Van Massenhoven Brad Kovachik, Tim Nowak |
| Ty Conklin       | Gardiens                                                                           | Ryan Miller      | | Arbitrage : Marc Joannette, Don Van Massenhoven Brad Kovachik, Tim Nowak |
| 4 min            | Pénalités                                                                          | 6 min            | | Arbitrage : Marc Joannette, Don Van Massenhoven Brad Kovachik, Tim Nowak |
| 25               | Tirs                                                                               | 37               | | Arbitrage : Marc Joannette, Don Van Massenhoven Brad Kovachik, Tim Nowak |